# شبه جزيرة بالوس فيرديس
شبه جزيرة بالوس فيرديس (بالوس فيرديس، بالإسبانية لـ "الاغصان الخضراء") هي شكل أرضي ومنطقة فرعية جغرافية لمنطقة لوس أنجلوس الحضرية، داخل جنوب غرب مقاطعة لوس أنجلوس في ولاية كاليفورنيا الأمريكية. تقع شبه الجزيرة في منطقة ساوث باي، وتحتوي على مجموعة من المدن في بالوس فيرديس هيلز، بما في ذلك بالوس فيرديس إستاتيس ورانتشو بالوس فيرديس ورولينغ هيلس ورولينغ هيلس إستاتيس، بالإضافة إلى مجتمع ويستفيلد / أكاديمي هيل غير المدمج. تقع مدينة تورانس في ساوث باي على حدود شبه الجزيرة من الشمال، ويقع المحيط الهادئ من الغرب والجنوب، وميناء لوس أنجلوس من الشرق. اعتبارًا من تعداد 2010، يبلغ عدد سكان شبه جزيرة بالوس فيرديس 65.008 نسمة.
تشتهر مدن التلال في شبه الجزيرة بالمناظر الرائعة للمحيطات والمدينة والمدارس المتميزة ومسارات الخيول الواسعة والمنازل عالية القيمة.

## شخصيات بارزة
| - تريسي أوستن، لاعبة تنس محترفة رقم 1 في العالم سابقًا - هيذر برج، لاعب كرة سلة محترف - هايدي برج، لاعب كرة سلة محترف - جون كوك، لاعب غولف محترف، تخرج من مدرسة ميراليست الثانوية - ليندسي دافنبورت، لاعبة تنس محترفة سابقة المصنفة الأولى عالميًا - تايلور فريتز، لاعب تنس محترف - ميشيل كوان، بطلة العالم في التزلج الفني على الجليد 5 مرات، التحقت بمدرسة سوليدو الابتدائية - سياتل سي هوكس المدرب الرئيسي بيت كارول، عاش في المدينة - لوس أنجلوس ليكرز المدير الفني لوك والتون، عاش في المدينة - لاعب كرة سلة محترف سابق إلدن كامبل من لوس أنجلوس ليكرز، يقيم في بالوس فيرديس إستيتس - بيل لايمبير، حضر نوتردام ونجم كرة السلة، مدرب، مدرسة بالوس فيرديس الثانوية - جيريمي لين، لاعب كرة سلة محترف في لوس أنجلوس ليكرز، يعيش في المدينة - بيلي مارتن، لاعب تنس محترف، مدرب، حضر مدرسة بالوس فيرديس الثانوية - جو مونتانا، قاعة المشاهير اتحاد كرة القدم الأميركي قورتربك سان فرانسيسكو 49ers عاش في بالوس فيرديس إستيتس خلال غير موسمها - جون موريسون، مصارع محترف - كريستين برس، مهاجم فريق كرة القدم الوطني للسيدات في الولايات المتحدة - بيت سامبراس، لاعب تنس محترف سابق رقم 1 عالميًا - أندرسون سيلفا، بطل الوزن المتوسط، يعيش في المدينة - إليوت تلتشر، لاعب تنس محترف - تشيستر بينينجتون، المغني الرئيسي في لينكين بارك - كريستينا كروفورد، الممثلة ومؤلفة كتاب "الأم العزيزة"، ابنة جوان كروفورد بالتبني، التحقت بمدرسة تشادويك - المؤلف وعالم الأعصاب الأكثر مبيعًا دانيال ليفيتين - الموسيقي هايد، المغني الرئيسي لفرقة الروك اليابانية يمتلك ممتلكات في المنطقة - خوان كروسير، عازف جهير وكاتب أغاني للفرق الموسيقية رات ودوكين - الممثل مايكل دوديكوف - الممثلة ليزا مينيلي، التحقت بمدرسة تشادويك، وهي مدرسة خاصة من مرحلة رياض الأطفال وحتى الصف الثاني عشر تقع في شبه الجزيرة. - المؤلف والممثل والمخرج سكوت شو - عارضة أزياء وممثلة كوكو أوستن، زوجة ممثل ومغني راب إيس-تي - كريستوفر بويس وأندرو دولتون لي، اللذان باعًا أسرار الولايات المتحدة للسوفييت، تم تصويرهما في الكتاب والفيلم "الصقر والرجل الثلجي" - الرئيس التنفيذي لشركة غالورات. ورئيسها دان جالورات - ناتالي باك، ملكة جمال كاليفورنيا الولايات المتحدة الأمريكية 2012، متسابقة في برنامج أميركا نيكست توب موديل - فرانك أ. فاندرليب، المعروف بأبي بالوس فيرديس |